# Volksduitsers

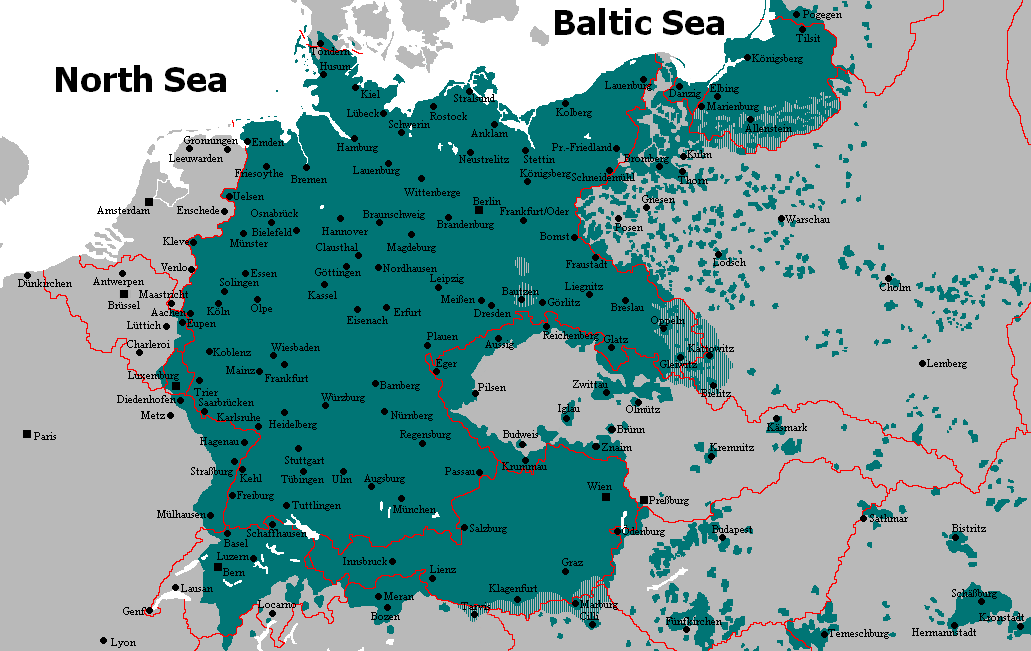
Het Duitse taalgebied in Europa met de landsgrenzen van 1918 tot aan de Tweede Wereldoorlog. De verticaal gearceerde gebieden werden gekenmerkt door gemengde Duits-Slavische en Duits-Baltische taalgroepen. Let op de diaspora van Volksduitse woongebieden in Wolhynië en Roemenië.

Volksduitsers (Duits: Volksdeutsche, synoniem: Auslanddeutsche) was de term die tijdens het nationaalsocialisme gebruikt werd om Duitstaligen aan te duiden die als afzonderlijke volksgroep buiten Duitsland (en buiten Oostenrijk en Zwitserland), meestal reeds eeuwenlang, woonden. De term slaat op de etnische Duitstalige minderheden in Midden- en Oost-Europa, maar wordt soms ook op Duitse immigranten in de Nieuwe Wereld toegepast. Men moest Volksduitsers onderscheiden van Rijksduitsers (Reichsdeutsche), dat wil zeggen, staatsburgers van het Duitse Rijk zoals het tussen 1871 en 1945 bestond (na 1938 met inbegrip van Oostenrijk).
Toen het nationaalsocialistische Duitsland Midden- en gedeeltelijk Oost-Europa had bezet, werden vanuit Duitsland aangevoerd ambtenaren- en politiepersoneel, evenals agrarische en industriële ondernemers, onderscheiden als Rijksduitsers, afkomstig uit het zogenaamde "Altreich", naast de autochtone Duitstalige minderheden in de bezette landen. Mede daarom heeft sinds de oorlog de term Volksduitser een negatieve lading gekregen, in reactie op het nazistische misbruik van deze minderheidsgroepen. Dat kan in Midden- en Oost-Europa een reden zijn om de term juist wel te blijven gebruiken, terwijl de betrokkenen zelf daar juist geen prijs (meer) op stellen.

## Oorsprong van het begrip
Oorspronkelijk werden buiten het Duitse Rijk wonende Duitsers "Auslandsdeutsche" genoemd. Na de Eerste Wereldoorlog verloor Duitsland delen van zijn grondgebied aan België (Oostkantons), Frankrijk (Elzas-Lotharingen) en Polen (delen van Pruisen, met name West-Pruisen, Posen en oostelijk Opper-Silezië), terwijl het grondgebied van Oostenrijk-Hongarije werd verdeeld over zeven afzonderlijke landen. Het Duitstalige Sudetenland kwam bij Tsjecho-Slowakije, het Duitstalige Zuid-Tirol bij Italië, voorts Galicië bij Polen en Transsylvanië bij Roemenië. Daar en in Hongarije zelf leefden aanzienlijke Duitse minderheden. Gevolg hiervan was dat niet alleen de verspreid wonende Duitse gemeenschappen in Oost-Europa en op de Balkan de band met de "moederlanden" verloren, maar ook dat vrijwel volledig Duitstalige regio's als Sudetenland en Zuid-Tirol onder andere staten kwamen te leven. In veel gevallen werden de Duitstaligen daar gediscrimineerd vanwege hun afkomst, dan wel werd hun taal in vergelijking met de situatie vóór 1919, achtergesteld in het onderwijs en het openbaar bestuur.
De aanduiding 'Auslandsdeutsche' was oorspronkelijk geen andere dan etnische Duitser (in tegenstelling tot Rijksduitsers) en sloeg in die zin op Duitstalige minderheidsgroepen buiten het Duitse Rijk. In de nationalistische literatuur en meer nog door de nazipropaganda werd deze vervangen door 'Volksduitser' en van een aureool voorzien. Dat heeft het woord een negatieve klank gegeven, vooral nadat de nazi’s in de Volksduitsers een machtsmiddel zagen en hen als vijfde colonne inzetten.

## In het nationaalsocialisme
In de tijd tussen 1933 en 1945 zag het Duitse nationaalsocialisme in de Volksduitsers een potentieel machtsmiddel. Zij konden aangewend worden als zaakwaarnemers voor Duitse belangen in de landen waar zij woonden, en de toekomstige elite vormen in de te veroveren gebieden. Een, aan het Grootduitse Rijk trouwe, gideonsbende in de te bezetten gebieden en ook in de bevriende staten die daarmee hun soevereiniteit over een deel van hun bevolking moesten afstaan. Hun verenigingswezen werd al in de jaren dertig vanuit Berlijn gesubsidieerd en genazificeerd. Vooral daar waar de Duitsers gediscrimineerd werden en dicht bij het vaderland woonden, had deze politiek succes. Van de Sudeten-Duitsers bijvoorbeeld stemde twee derde op de nazi-partij. Zij steunden het streven naar Anschluss van hun woongebied, doorgevoerd in 1938 overigens met instemming van de Europese politieke machthebbers die op dat moment de onhoudbaarheid van hun multinationale staatsconstructies inzagen. Vervolgens leidde deze grensherziening tot de ontmanteling van Tsjecho-Slowakije in 1939. Een elite van de NSDAP gelieerde functionarissen werd vanuit Duitsland gesubsidieerd en gesteund bij het overnemen van de macht in bestaande Duitstalige en culturele organisaties. Vooral daar waar de Duitsers gediscrimineerd werden en dicht bij Duitsland woonden, had deze machtsovername succes, zoals onder de Sudeten-Duitsers die via Konrad Henlein en zijn politieke eenheidspartij actief politieke hulp verleenden bij de ontmanteling van Tsjecho-Slowakije in 1938.
Hitler wierp zich, althans volgens zijn propaganda, wel op als 'belangenbehartiger en bevrijder' van de Volksduitsers maar vergat, als het beter uitkwam, de 'onderdrukte volksgenoten' ook even gemakkelijk. De Volksduitsers in Zuid-Tirol, werden door het Italiaanse fascistische bewind in hun bestaansrecht ontkend, maar door de nazi's eerst genegeerd om bondgenoot Italië niet te irriteren. Uiteindelijk was nazi-Duitsland zelfs bereid deze Zuid-Tirolers naar het Groot-Duitse Rijk te evacueren. Het niet-aanvalsverdrag tussen Duitsland en de Sovjet-Unie uit 1939 leidde ook tot een gedwongen uittocht van in totaal bijna een half miljoen Volksduitsers. Te beginnen met de Baltische Duitsers uit Estland en Letland. Zij vertrokken tezamen met Boekovina-Duitsers en Bessarabische Duitsers, die in de Boekovina en het huidige Moldavië woonden, eveneens gebieden die volgens het pact door de Sovjet-Unie zouden worden geannexeerd ten koste van Roemenië. De betrokkenen hadden weinig keus want na de annexatie zouden hun huizen, grond en bedrijven worden onteigend. Daartegenover beloofde Duitsland de compensatie voor geleden verlies en de herhuisvesting, onder regie van het door de NSDAP sinds 1937 opgerichte Hauptamt Volksdeutsche Mittelstelle. De meerderheid van de immigranten werd sinds 1939 gehuisvest in de bezette Poolse gebieden, in huizen en op boerderijen waarvan de Poolse bewoners met geweld waren uitgewezen (met name in de Gau Wartheland, dat wil zeggen op het grondgebied van de voormalige Pruisische provincie Posen, sinds 1919 Poznan).

### Tijdens de Tweede Wereldoorlog
Vlak vóór en in de Tweede Wereldoorlog werden de Volksduitsers door de omwonende inheemse bevolking met toenemend wantrouwen bekeken. Soms terecht, maar meestal ten onrechte werd hen collectief de rol van saboteur en verrader toegekend. Soldaten met een Volksduitse achtergrond en mensen met een leidende functie binnen de Duitstalige gemeenschap werden voorafgaand aan de Duitse inval geïnterneerd. Toen het Duitse leger in de zomer van 1939 over de grenzen trok, werden in Polen op grotere schaal huizen en winkels van Volksduitsers bestormd en geplunderd en lynchpartijen georganiseerd. Enkele duizenden lieten daarbij het leven en de nazi's zouden vervolgens daarin de rechtvaardiging zien voor hun excessieve geweld tegen de Polen en Joden. In de Sovjet-Unie werden de Russische Volksduitsers, met het oog op de binnentrekkende Duitse legers, preventief gedeporteerd, de meeste naar het Centraal-Aziatische Kazachstan. Het daarbij toegepaste geweld kostte een op de drie het leven. Zie Rusland-Duitsers.
In de door Duitsland bezette gebieden, vooral de Baltische staten, Polen en Oekraïne, werden Volksduitsers opgenomen in het bezettingsapparaat als politie en vooral bij de jacht op en liquidatie van Joden en communistische functionarissen. Maar ook in de staten van de bondgenoten Slowakije, Roemenië, Kroatië en Hongarije, sloten Volksduitsers zich aan bij paramilitaire nazi-organisaties, die in overleg met Duitse autoriteiten werden opgezet. Vaak vrijwillig maar de bongenootstaten Slowakije, Roemenië en Kroatië droegen in de loop van 1943 en 1944 hun Duitstalige staatsburgers over aan Berlijn, dat wil zeggen dat hun culturele leven en ook hun rechtspositie voortaan door Duitsland bepaald zouden worden. Hongarije liet zijn Duitstaligen vrij om daarvoor te kiezen. Terwijl dienstplichtige Volksduitsers in de Kroatische en Slowaakse legers eerst nog in eigen eenheden werden ondergebracht, kregen zij in Hongarije en Roemenië al vroeg de keus om, óf in de nationale legers te gaan dienen, óf onder "aantrekkelijke voorwaarden" in de Waffen-SS in te treden.
In 1943 werden velen daartoe gedwongen nadat het Duitse militaire potentieel terugliep door de toenemende Wehrmacht-verliezen. De bondgenootstaten droegen Volksduitse dienstplichtigen over aan de Duitse autoriteiten en aan het einde van de oorlog legde Hitler hen het Duitse staatsburgerschap op. Al eerder was dat gebeurd met de bevolking van de Belgische Oostkantons toen deze in 1940 (weer) bij Duitsland gevoegd werden en even later volgde Elzas-Lotharingen, waar de bevolking collectief van Volksduitsers werd 'gepromoveerd' tot Rijksduitser, zoals zij dat vóór 1919 geweest was. Daarmee viel zij onder de algemene Duitse militaire dienstplicht (zie ook malgré-nous). Dat gold ook voor de bevolking van het in 1942 geannexeerde Groothertogdom Luxemburg. Gemiddeld kwam een derde van de Volksduitse militairen tijdens de oorlog om.

## Aanverwante volkeren
Tegenover aanverwante Germaanse volkeren hanteerde nazi-Duitsland dezelfde tactiek. Culturele verenigingen werden opgezet om pangermanistische interesse te wekken voor het streven om in één nazistisch Groot-Duitsland samen te leven. De geplande kolonisatie van de bezette gebieden in Oost-Europa zou mede door deze volken bedreven moeten worden en wervingscampagnes werden opgezet om boeren daarvoor te interesseren. In België werden contacten met de Vlaamse Beweging gelegd via de Deutsch-Vlämische Arbeitsgemeinschaft, waaruit na de Duitse inval een politieke beweging ontstond. Ook in Nederland werd deze tactiek in de achterban van de NSB toegepast: verhoudingsgewijs dienden veel Nederlandse vrijwilligers bij de Waffen-SS aan het oostfront. Zwitserse Duitsers zagen in het algemeen weinig in het militarisme en antisemitisme van de nazi's. Toch hebben ook Zwitsers vrijwillig dienst genomen in de Waffen-SS, ondanks het feit dat ze daardoor hun staatsburgerschap verloren. Hetzelfde geldt overigens voor (niet-Duitstalige) Walen, Fransen, Scandinaviërs, Oekraïners en Esten, Letten en Litouwers.

## De Duitse minderheden heden ten dage

Het Duitse taalgebied tegenwoordig
Officiële taal en belangrijkste spreektaal
Officieel erkende taal, door weinig mensen gesproken
Officieel erkende minderheidstaal
Officieel niet erkend, door veel mensen gesproken

Duits, vanaf de middeleeuwen tot 1945 de internationale verkeerstaal van Midden-Europa, is sindsdien een uit het openbare leven verdwenen taal in voormalige Duitse gebieden en overigens ook in de rest van het huidige Polen, in Tsjechië, in Slowakije en in de Russische Oblast Kaliningrad. Aan het einde van de Tweede Wereldoorlog in Europa zagen vele miljoenen Volksduitsers, net als de Rijksduitsers, zich door het oorlogsgeweld van het naderende Sovjetleger gedwongen in westelijke richting te vluchten. De helft bleef echter achter in hun geboortestreken, waar hen terreur en deportatie door het Rode Leger en de nationale milities te wachten stond. De regering in ballingschap van Edvard Benes in Londen wees in 1943 alle drie miljoen Sudeten-Duitsers uit, vanwege hun landverraad dat het Verdrag van München in 1938 mogelijk had gemaakt. Dit internationaal gesloten verdrag werd toen ook herroepen door Frankrijk en Engeland, die daarmee hun eigen verraad ‘goedmaakten’.
Polen en de Sovjet-Unie volgden eenzelfde uitwijzingspolitiek, waarbij het in het geval van Polen niet alleen om de Duitse minderheden op vooroorlogs Pools grondgebied - een half miljoen - zou gaan, maar ook om de negen miljoen Duitse staatsburgers die uit de te annexeren Duitse provincies (Pommeren, Silezië en Oost-Pruisen) verwijderd moesten worden. Polen wilde wel hun land maar niet henzelf want dat zou betekenen dat een vierde deel van de Poolse staatsbevolking uit Duitsers zou komen te bestaan. Joegoslavië wees zijn Duitse minderheid - een half miljoen - in haar geheel uit, voor zover zij al niet was gevlucht. Ook Hongarije en Roemenië mochten van de geallieerden, volgens de afspraken gemaakt op de Conferentie van Potsdam, een deel van hun Duitse minderheden - elk ca. 200 000 - uitwijzen.
De veroordeling van de Duitse minderheden voor collaboratie was in dat geval dubieus want deze staten waren in de oorlog bondgenoten van Duitsland geweest en hadden zelf bij het isoleren van hun Volksduitse minderheden, Duitse instanties en de Duitse militaire autoriteiten de vrije hand gegeven. Na de oorlog waren de Duitsers echter een voor de hand liggende zondebok. In deze landen werden grote aantallen dwangarbeiders door de Sovjet-autoriteiten opgeëist om ingezet te worden bij het herstellen van de oorlogsschade in de Sovjet-Unie. Dit als herstelbetaling voor de samenwerking van de Hongaarse, Slowaakse en Roemeense legers met de Duitse Wehrmacht. De betrokken landen wezen voor deze dwangarbeid bij voorkeur leden van de Duitse minderheden aan. Na verloop van tijd werden de weinige overlevenden desgewenst naar West-Duitsland uitgewezen.
Deze gebeurtenissen stonden op gespannen voet met de tezelfdertijd afgekondigde Universele verklaring van de rechten van de mens. Een discussie over de humanitaire rechtmatigheid van een collectieve schuld en veroordeling op nationale en etnische grond, en een vergelijking met soortgelijke etnische en nationale zuiveringen werd tot dusverre als politiek niet correct, zo veel mogelijk vermeden. Zie Verdrijving van Duitsers na de Tweede Wereldoorlog.
Niet overal werden de Volksduitse minderheden totaal geëlimineerd. In Hongarije is de helft verdreven en zijn de overigen onder druk grotendeels geassimileerd. In Polen was het gebruik van de Duitse taal na 1945 in het openbare leven strafrechtelijk verboden. Daar vertrokken, als gevolg van bilaterale afspraken met de Bondsrepubliek, tussen 1950 en 1995 anderhalf miljoen 'Duitsers' waarvan er overigens zeer veel Poolstalig waren. Anno 2010 zijn er in Polen nog ruim een half miljoen mensen met een Duitse identiteit over. Uit Roemenië, waar de Duitse cultuurgemeenschap mocht blijven bestaan, vertrokken een half miljoen mensen, vooral en overhaast in de jaren negentig, na de val van het Ceausescu-regime. Uit de voormalige Sovjet-Unie vertrokken er meer dan anderhalf miljoen, eveneens vooral na 1990. Voor zover het elimineren van de Volksduitse minderheden de vorm heeft aangenomen van een gewelddadige verwijdering en als zodanig een etnische zuivering was, vindt men in Etnische zuivering een getalsmatige becijfering.
In West-Europa hebben alleen de Duitstalige minderheden in België en Denemarken zich kunnen handhaven. Nadat Elzas-Lotharingen weer toeviel aan Frankrijk werd daar de politiek van verfransing, via het onderwijs, met succes hervat. Alleen in het gezinsmilieu en de dorpsgemeenschap speelt het oorspronkelijk Duitse dialect daar nog een kleine en afnemende rol.
De staten en streken waar Duitse minderheden hebben gewoond en voor een klein deel nog wonen, worden hieronder opgesomd met tussen haken afgerond de oorspronkelijke omvang, gemeten aan de vooravond van de Tweede Wereldoorlog en binnen de grenzen van het toenmalige staatsgebied. Deze cijfers zijn zoveel mogelijk in overeenstemming gebracht met die in Duitse diaspora:
- Frankrijk (Elzas-Lotharingen) (1,5 miljoen), nu grotendeels geassimileerd.
- België (Eupen-Malmédy) (50.000), nu met territoriaal-bestuurlijke autonomie.
- Italië (Zuid-Tirol) (300.000), nu met territoriaal-bestuurlijke autonomie.
- Voormalig Joegoslavië (Slovenië, Kroatië, Vojvodina) (500.000), na 1945 grotendeels gevlucht of uitgewezen.
- Hongarije (550.000), na 1945 is de helft gevlucht of uitgewezen. De achtergeblevenen zijn grotendeels geassimileerd; 100.000 geven zich nu nog op als van Duitse afkomst.
- Roemenië (Transsylvanië en Banaat) (700.000), na 1945 deels gevlucht en gedeporteerd; de overgeblevenen zijn in enkele bilaterale overeenkomsten 'gekocht' door de Bondsrepubliek, en vooral na 1990, grotendeels naar Duitsland geëmigreerd. Zie Zevenburger Saksen. Nu zijn er nog 40 000 over.
- Tsjechië (Sudetenland) (ruim 3 miljoen), na 1945 vrijwel allen gevlucht of uitgewezen. Zie Sudeten-Duitsers. Nu zijn er nog 20.000 over.
- Slowakije (200.000), na 1945 vrijwel allen gevlucht of uitgewezen. Nu zijn minstens 5.000 van hen over.
- Polen (binnen vooroorlogse Poolse grenzen, 900.000), vrijwel allen na 1944 gevlucht of uitgewezen. Daarnaast waren er eveneens 900.000 tweetalige Duitse staatsburgers die in 1945, na de Poolse annexatie van hun woongebied, binnen die nieuwe Poolse staatsgrenzen van 1945 bleven wonen en het Poolse staatsburgerschap konden aanvragen: zij woonden in Opper-Silezië en Oost-Pruisen, en zeer sporadisch in (Posen, Neder-Silezië, West-Pruisen, Danzig, en oostelijk Pommeren). Zij vormen ondanks aanzienlijke emigratie sinds 1945 nog een hedendaagse, enkele honderdduizenden tellende, Duitse minderheid in Polen die voornamelijk is geconcentreerd in Opper-Silezië. 150.000 van hen geven zich op als van Duitse nationaliteit. Deze Duitsers moeten onderscheiden worden naast de ca. 10 miljoen Duitse staatsburgers die in 1945-1948 uitgewezen werden uit de door Polen geannexeerde bovengenoemde provincies.
- De drie Baltische staten (200.000), 1941 geëvacueerd, overgeblevenen na 1945 gevlucht of uitgewezen, een kleine tweetalige groep is nog aanwezig in het voormalige Memelgebied (nu de Litouwse regio Klaipėda). Ca 13.000 bewoners van deze staten geven zich nu op als van Duitse afkomst.
- Oekraïne, Kaukasus en Wolgaregio (1,3 miljoen), in 1941 en na 1945 gedeporteerd naar voormalige Aziatische Sovjet-republieken, met name Kazachstan, vanwaar de meesten na 1990 naar Duitsland vertrokken. Zie Rusland-Duitsers resp. Wolga-Duitsers. In die republieken en in Rusland zijn nu nog 580.000 mensen van Duitse afkomst.
- Denemarken (noordelijk gedeelte van Sleeswijk) (40.000) met culturele autonomie, deels geassimileerd.
- Namibië, als voormalige Duitse kolonie Südwest Afrika (50.000) met culturele autonomie. Samen met die in Zuid-Afrika kan nu het aantal mensen van deels Duitse afkomst op 1,2 miljoen gesteld worden.
- Zuid-Amerika, voor de Tweede Wereldoorlog 600-700 000, voornamelijk in de zuidelijke staten van Brazilië 400.000, in Argentinië 100 000, in Chili 100 000, en in Paraguay 30.000. Door vermenging met andere groepen kan nu gesteld worden dat ca. 12 miljoen Brazilianen, ruim 3 miljoen Argentijnen, 500.000 Chilenen en 300.000 Paraguayanen van deels Duitse afkomst zijn.
- De Verenigde Staten en Canada, Duitstalige joden inbegrepen, voor de Tweede Wereldoorlog 10 miljoen, maar nu grotendeels geassimileerd en vermengd met andere Amerikanen waardoor ca. 50 miljoen Amerikanen en Canadezen Duitse voorouders hebben. Zie Duitse Amerikanen.
- Australië (100.000) grotendeels geassimileerd en vermengd met andere Australiërs zodat nu ca. 900.000 Australiërs Duitse voorouders hebben.

Naast deze opsomming moeten de Oostenrijkers, de Duitstalige Zwitsers en de Luxemburgers genoemd worden, die zich elk als een eigen natie beschouwen. De Oostenrijkers noemden zich na 1919 Duitser of Duits-Oostenrijker, na 1945 Oostenrijker. De Zwitsers stellen er ook geen prijs op zich Duitser te noemen en de term Duits-Zwitser is in onbruik geraakt. Dat neemt niet weg dat hun cultuurtaal het Hoogduits is. In Luxemburg is het Duitse dialect (Luxemburgs) de algemene omgangstaal, vooral buiten de hoofdstad. Naast Frans is Hoogduits officiële schrijftaal; het eveneens tot schrijftaal verheven Luxemburgs wordt in schriftelijke vorm weinig gebruikt.

## Balans
Wanneer men de Zwitsers en Oostenrijkers daarvan uitzondert, woonden er vóór de Tweede Wereldoorlog naar hun taal gerekend 9 300 000 etnische, anders gezegd Volksduitsers in Europa buiten de toenmalige Duitse staatsgrenzen. Neemt men daar de Sovjet-Unie bij dan komt het totaal op 10 500 000. Na de oorlog werden ruim 6 000 000 van deze Volksduitsers, naar het westen verdreven (zie Verdrijving van Duitsers na de Tweede Wereldoorlog) waarbij overigens één op de tien omkwam (N.B. in dit getal zijn de zogenaamde Rijksduitsers, dat wil zeggen de Duitse staatsburgers die uit de door Polen geannexeerde provincies werden verdreven, niet meegerekend). In de Sovjet-Unie bleef de verdrijving binnen de staatsgrenzen omdat de Ruslandduitsers naar Siberië werden verbannen. In de communistische periode werd een Duitse identiteit en het spreken van Duits of een Duitse taalvariant in oostelijk Midden-Europa niet meer geaccepteerd. Enkele miljoenen van de achtergeblevenen emigreerden naar Duitsland, en na 1990 kwam uit Polen, Roemenië en Rusland een nieuwe stroom emigranten op gang. De overigen hebben zich aangepast in hun taal en identiteit aan het land waar zij wonen. Heden ten dage wonen er nog slechts weinig Volksduitsers in Oost-Europa. Niettemin is Hoogduits echter opnieuw een belangrijke handels- en verkeerstaal geworden, vooral nu de werkgelegenheid in Duitsland sinds 1990 (tijdelijke) werkkrachten uit het oosten aantrekt. Dit levert een concurrentie op met het Engels, dat via onderwijs en media de vroegere rol van het Duits in Midden- en Oost-Europa heeft overgenomen.

## Emigratieperiodes van Rijksduitsers

### Middeleeuwen
Vanaf het begin van de 12e eeuw kwamen emigratiegolven van stedelingen en boeren uit de landen van het Heilige Roomse Rijk, kortweg Duitse Rijk, naar het oosten op gang. Deze Ostsiedlung of Oostkolonisatie kwam vooral vanuit het noorden van het toenmalige Duitse Rijk, dus de Nederlanden inbegrepen, en ging in de richting van Silezië, Pommeren, Oost-Pruisen en de Brandenburgse Neumark, en vanuit Midden-Duitsland naar Bohemen en Moravië (het huidige Tsjechië) en het toentertijd Hongaarse Slowakije. De rechtsongelijkheid tussen vaak horige inheemsen en vrije kolonisten zou aan het einde van de Middeleeuwen verdwijnen, toen de verschillende bevolkingsgroepen verregaand met elkaar geïntegreerd waren en het verschil in rechtspositie gaandeweg verdween.

### 17e eeuw
Na de Middeleeuwen volgde er een in omvang kleinere emigratiebeweging van vooral boeren en mijnwerkers, die veel langere afstanden besloeg, vaak zonder directe geografische aansluiting bij het Duitstalige moedergebied in Centraal-Europa. Duitsland werd in de 17e eeuw geteisterd door armoede, verdrijving om het geloof en door de verschrikkingen van oorlogen als de Dertigjarige Oorlog. Duitsers, in de ruimste zin van het woord, immers ook vluchtelingen uit de Nederlanden behoorden ertoe, hadden meestal een hoge land- en waterbouwtechnische en commerciële ontwikkelingsgraad en daarom waren zij gewild om mijnbouw- en bos- en moerasgebieden te ontginnen en met hun stadsrecht nieuwe steden te stichten of oude verarmde steden nieuw leven in te blazen. De inheemse vorsten, die, zoals eerder in de middeleeuwse kolonisatieperiode, hun autochtone bevolking in een lijfeigen positie wilden houden, wierven de kolonisten aan onder toekenning van voorrechten, die hen uiteindelijk weer profijt zouden brengen via belastingheffingen.

### 18e eeuw
In het begin van de 18e eeuw kwam een laatste, ook weer door armoede gedreven, bevolkingsbeweging op gang, vanuit vooral de zuidwestelijke Duitse staten, en deze kolonisten werden daarom als Zwaben aangeduid. Deze stroom ging naar ontvolkte gebieden in Hongarije, na de verdrijving van het Turkse gezag aldaar. Ze werd geïnitieerd door het Habsburgse hof dat het Hongaarse koningschap had overgenomen en de Hongaarse domeinen bezat, en gevolgd door de regionale grootgrondbezitters. Eveneens na de verdrijving van het Turkse gezag wierven de heersers van het Russische Rijk, zoals Catharina de Grote, in de tweede helft van de 18e eeuw kolonisten voor de nieuwe domeingronden in het zuiden van Oekraïne, op de Krim en langs de Wolga. Deze kolonisten waren eveneens grotendeels voornamelijk afkomstig uit het zuidwesten van het Duitse Rijk, en ook uit Elzas-Lotharingen. Onder de naam van Rusland-Duitsers, en in het bijzonder Wolga-Duitsers, stichtten zij vier- tot vijfhonderd dorpsgemeenschappen.

### 19e - 20e eeuw
De middeleeuwse kolonisten en de inheemse bevolkingen integreerden zich in taal en cultuur al grotendeels vóór 1500 met elkaar. Hun woongebieden kwamen al tussen de 10e en de 14e eeuw binnen het Duitse Rijk terecht, waardoor hun nakomelingen uiteindelijk in de 19e eeuw Duitse of Oostenrijkse staatsburgers zouden worden. Waar zij buiten dat Rijk woonden en daar niet werden geassimileerd in de autochtone bevolking, kwamen ze terecht in de status van een Duitstalige minderheid in een anderstalige omgeving. Toen, in 1919, het Oostenrijks-Hongaares Rijk en het Russische Rijk werden ontbonden, en deze minderheden kwamen te wonen in nationale Tsjechische, Slowaakse, Roemeense of Joegoslavische staten, werd de assimilatiedruk groter. De zogenaamde Volksduitsers bleven lang in eigen gemeenschappen wonen, zeker als zij zich ook in religieus opzicht onderscheidden van de overige bevolking, zoals het geval was met de Duitstalige lutheranen in Hongarije, Roemenië en Polen, dit in tegenstelling tot de Duitstalige katholieken die in Polen, Slowakije en Hongarije ook in kerkelijk verband blootstonden aan assimilatie.
In Rusland vermengden de Duitstaligen, de lutheranen zowel als de katholieken en de mennonieten, zich niet met de orthodoxe Russen waarvoor overigens een overgang naar de orthodoxe staatskerk voorwaarde was. Zij behielden in Rusland en in Transsylvanië tot ver in de 19e eeuw speciale rechten. Na de Eerste Wereldoorlog, toen hun woongebieden binnen nieuwe nationale staten terechtkwamen, verslechterde de minderheidspositie van deze Volksduitsers. In de Sovjet-Unie verloren ze al hun bezit door de collectivisering en in de andere staten van Midden-Europa werden ze gediscrimineerd, wat velen van hen in de armen van de nazi's zou gaan drijven. De afrekening voor deze collaboratie kwam na de bevrijding van Midden-Europa door het Sovjetleger in de vorm van deportatie, onteigening en ontrechting. Circa vijf miljoen Volksduitsers zijn na 1944 verdreven, zie de Verdrijving van Duitsers na de Tweede Wereldoorlog en ook Etnische zuivering.

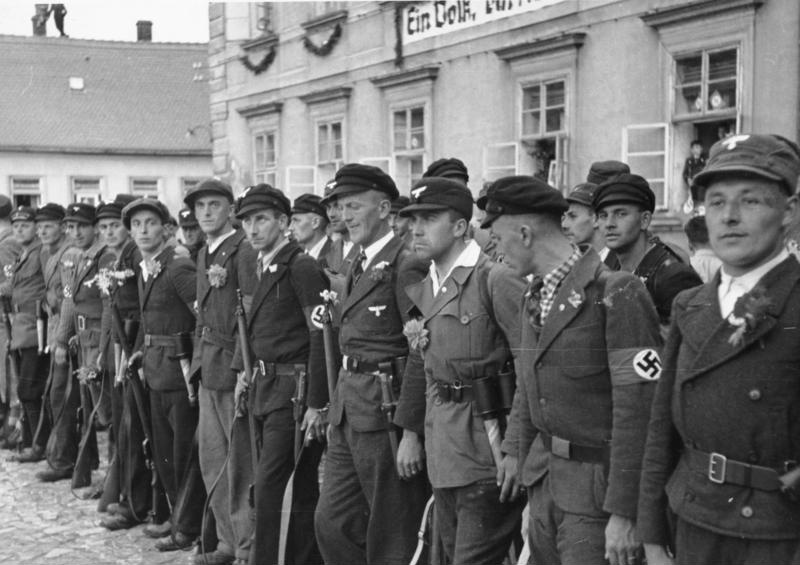
Volksdeutsche van Sudetendeutsches Freikorps in Tsjechoslowakije, 1938

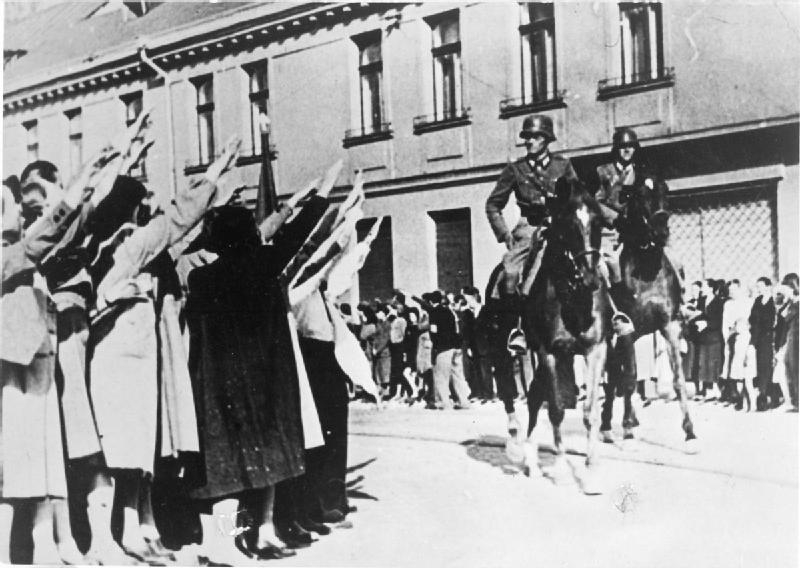
Volksdeutsche van Łódź die de Duitse cavalerie in 1939 begroet

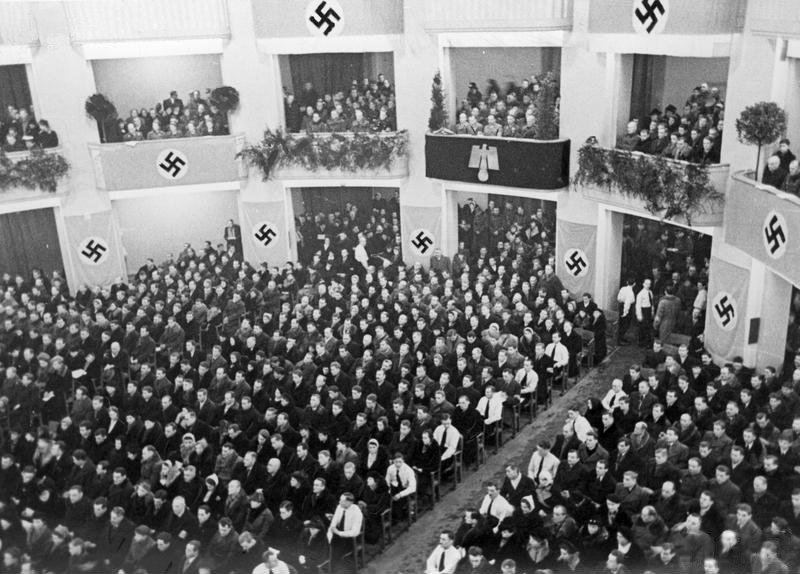
Volksdeutsche bijeenkomst in het bezette Warschau, 1940

### Emigratie naar Amerika

Kaart van Amerika met daarin meest voorkomende bevolkingsgroep per gebied, Duitsers (lichtblauw) zijn de meest voorkomende

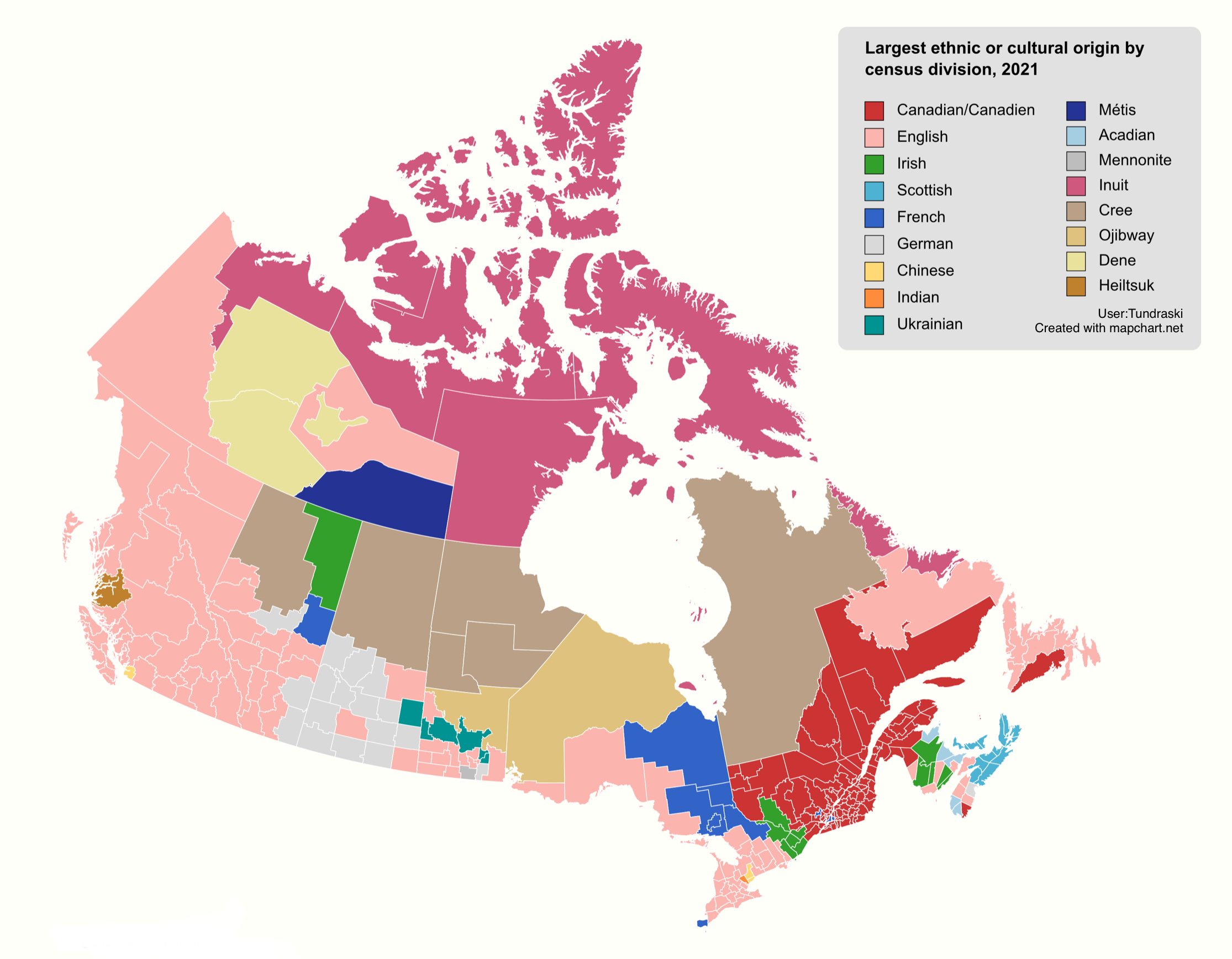
Mensen die zichzelf identificeren als mensen met Duitse voorouders zijn in groten getale aanwezig in veel delen van de prairieprovincies (gebieden gekleurd in grijs).

Een grote groep Rijksduitsers emigreerde naar de Nieuwe Wereld: vijftien miljoen Duitstaligen vonden vanaf het midden van de 18e eeuw daar hun bestaan. In Zuid-Amerika, vooral in het zuiden van Brazilië, wisten zij lange tijd, en in een aantal kolonies tot op vandaag de dag, hun eigen cultuur te bewaren omdat hun afstand tot de Latijns-Amerikaanse cultuur groot was. Lutheranen en menisten bleven in hun gemeenschappen apart van de katholieke 'massa'. In Noord-Amerika en ook in Australië gingen zij in de steden vrij snel op in de 'melting pot'. In de honderden dorpen die zij vooral in het Middenwesten hadden gesticht vond assimilatie pas massaal plaats na de Eerste Wereldoorlog. Die was voor veel Amerikanen aanleiding de Duitse taal en cultuur als vijandig te beschouwen. Tot die tijd waren de Duitse Amerikanen ('Deutschamerikaner') een immigrantengroep met een sterk ontwikkelde eigen identiteit gebleven. Hun omvangrijke Duitstalige pers, onderwijs en kerkelijk en organisatieleven verdween echter na 1918 in snel tempo. Veel Duitse Amerikanen verengelsten zelfs hun familienaam om niet langer de aandacht op hun afkomst te vestigen.